# Castello di Lusurasco
Das Castello di Lusurasco ist die Ruine einer mittelalterlichen Niederungsburg in der Nähe von Lusurasco, einem Ortsteil der Gemeinde Alseno in der italienischen Emilia-Romagna. Sie liegt im in der Poebene liegenden Teil des Ardatals.

## Geschichte
Das genaue Baudatum ist nicht bekannt, aber die Burg existierte sicher bereits im Juli 1219, da es urkundliche Aufzeichnungen darüber gibt, dass die Truppen der Stadt Cremona, die aus Fiorenzuola kamen, dort weilten. Die Truppen der Guelfen aus Cremona richteten dort 1231 gewaltige Schäden an, da „Luxurasch“ zu dieser Zeit den Ghibellinen anhing. Die Burg war das Zentrum eines Lehens, das den Terzis, den Herren von Castelnuovo Fogliani, gehörte, das daher „Castelnuovo Terzi“ genannt wurde. Später, 1466, gehörte es den Sforzas, die zu dieser Zeit Castell’Arquato kontrollierten und sich 1595 den Besitz des Lehens zur Hälfte mit den Pallavicini teilten. Schließlich fiel es an die Cerasis, die es bis 1800 behielten.
In Lusurasco fand Ende 1657 – so aufgezeichnet vom Geschichtswissenschaftler Ottolenghi – ein sehr schwerwiegendes Ereignis statt. Der Herzog von Modena und Reggio nell’Emilia, Francesco I. d’Este, der an der Spitze Tausender Soldaten vom Krieg zurückkehrte, verbrachte die Nacht in Fiorenzuola; seine Truppen waren überall verstreut und ließen sich auch in Lusurasco nieder. Von sechs Soldaten, die in der Nähe eines nicht näher benannten Hauses nächtigten, wurden fünf getötet. Der sechste, der sich totstellte, schlug Alarm und rächte sich. Der Podestat von Piacenza gab den Befehl, dieses Haus „einzuebnen“, und versprach demjenigen eintausend Dukaten Belohnung, der die Schuldigen sicher benennen konnte. Bald fielen diese in die Hände des Herzogtums. Sie waren zu fünft, darunter ein Kleriker. Vier davon wurden auf der Strada Castellana durch Erhängen gerichtet und dann gevierteilt. Der fünfte erlitt zwei Wochen danach dasselbe Schicksal in Piacenza.

## Beschreibung
Das Gebäude, das im Laufe der Zeit vielen Veränderungen unterworfen worden war, ist aus Flusskieseln und Mauerziegeln erbaut. Es ist aus einer Vorhalle mit drei Bögen und einem Türmchen mit rechteckigem Grundriss zusammengesetzt. Es befindet sich in sehr schlechtem Erhaltungszustand, ist komplett aufgelassen und verfällt.